# DJ Nobby
DJ Nobby（ディージェー・ノビー、福永 信彦）は、日本のラジオパーソナリティ、ニュースキャスター。

## 来歴
高校時代、さくらFMに乗り込み、「高校生本音でTalk」という番組企画をプレゼン。対応した担当プロデューサーは1年限りのつもりでOKを出すが、番組は10年以上継続した。大学時代には4時間番組を担当3する。
大学卒業後、シティバンク、エヌ・エイに新卒入社し、リテール営業、外国為替ディーラー、信用リスク管理などを担当。東京金融取引所にて取引所FX「くりっく365」の市場運営や上場企画などに従事。プルデンシャル生命、メットライフ生命にてコンプライアンスリスク分析業務をリード。 銀行・証券・保険の三分野を熟知し、営業・コンプライアンス両面からの業務分析を得意とする。